# رود اراتا
رود اراتا (به لاتین: Arata River) یک رود در ژاپن است که ۱۰٫۲ کیلومتر طول دارد.